# Liste der Mittelschulen in Nürnberg
Die Liste der Mittelschulen in Nürnberg führt alle bestehenden öffentlichen und privaten Mittelschulen in der Stadt Nürnberg auf.

## Legende
- Name/Koordinaten: Name der Mittelschule sowie Lagekoordinaten. Mit einem Klick auf die Koordinaten lässt sich die Lage der Schule auf verschiedenen Karten anzeigen.
- Namensherkunft: Herkunft des Namens der Schule
- Träger: Träger der Schule: Freistaat Bayern (Kultusministerium) oder Privat
- M: Schulen, die einen Mittlere-Reife-Zug oder eine Mittlere-Reife-Klasse anbieten, sind in dieser Spalte durch ein M gekennzeichnet.
- Schüler: Anzahl der Schüler im Schuljahr 2016/17[1]
- Lehrer: Anzahl der Lehrer im Schuljahr 2016/17[2]
- Stadtteil: Stadtteil, in dem die Schule liegt (siehe auch Liste der Stadtteile Nürnbergs)
- B: Stadtbezirk, in dem die Schule liegt (siehe auch Liste der Stadtbezirke Nürnbergs)
- Schulverbund: Verbund, zu dem die Schule gehört.
- Bild: Zeigt das Gebäude der Schule.
- Website: Verlinkt die jeweilige Website der Schule

## Liste
| Name Koordinaten                                                       | Namensherkunft             | Träger | M | Schüler | Lehrer | Stadtteil               | B | Schulverbund | Bild           | Website |
| ---------------------------------------------------------------------- | -------------------------- | ------ | - | ------- | ------ | ----------------------- | - | ------------ | -------------- | ------- |
| Adalbert-Stifter-Mittelschule 49° 23′ 41,7″ N, 11° 8′ 3,7″ O           | Adalbert Stifter           | Staat  |   | 360     | 44     | Langwasser Südwest      | 3 | Südost       |                |         |
| Altenfurt 49° 23′ 59,8″ N, 11° 10′ 38,2″ O                             | Altenfurt                  | Staat  |   | 169     | 12     | Altenfurt               | 3 | Südost       | weitere Bilder |         |
| Bertolt-Brecht-Schule 49° 24′ 52″ N, 11° 7′ 32″ O                      | Bertolt Brecht             | Staat  |   | 280     | 21     | Langwasser Nordost      | 3 | Südost       | weitere Bilder |         |
| Bismarckstraße 49° 23′ 59,8″ N, 11° 10′ 38,2″ O                        | Otto von Bismarck          | Staat  | M | 319     | 28     | Schoppershof            | 2 | Nord         | weitere Bilder |         |
| Carl-von-Ossietzky-Mittelschule 49° 26′ 37,3″ N, 11° 2′ 38,4″ O        | Carl von Ossietzky         | Staat  |   | 328     | 29     | Sündersbühl             | 2 | West         |                |         |
| Dr.-Theo-Schöller-Mittelschule 49° 27′ 46,8″ N, 11° 3′ 10,2″ O         | Theo Schöller              | Staat  | M | 404     | 38     | St. Johannis            | 2 | Nord         | weitere Bilder |         |
| Friedrich-Staedtler-Mittelschule 49° 30′ 58,2″ N, 11° 2′ 14,8″ O       | Friedrich Staedtler        | Staat  |   | 141     | 11     | Neunhof                 | 7 | Nord         |                |         |
| Friedrich-Wilhelm-Herschel-Mittelschule 49° 26′ 4,8″ N, 11° 3′ 57,7″ O | Friedrich Wilhelm Herschel | Staat  |   | 531     | 41     | Sandreuth               | 1 | Südstadt     | weitere Bilder |         |
| Georg-Holzbauer-Mittelschule 49° 24′ 11,8″ N, 11° 5′ 11,8″ O           | Georg Holzbauer            | Staat  |   | 229     | 17     | Gartenstadt             | 4 | Südstadt     | weitere Bilder |         |
| Georg-Ledebour-Mittelschule 49° 24′ 5,6″ N, 11° 8′ 59,4″ O             | Georg Ledebour             | Staat  | M | 297     | 29     | Langwasser Südost       | 3 | Südost       |                |         |
| Griechische 49° 26′ 47,4″ N, 11° 6′ 38,3″ O                            | Griechenland               | Privat | M | 125     | 8      | Gleißhammer             | 2 |              |                |         |
| Hummelsteiner Weg 49° 26′ 35″ N, 11° 5′ 2,5″ O                         | Hummelsteiner Weg          | Staat  | M | 550     | 42     | Galgenhof               | 1 | Mitte/Ost    | weitere Bilder |         |
| Insel Schütt 49° 27′ 11″ N, 11° 5′ 5″ O                                | Insel Schütt               | Staat  | M | 279     | 33     | St. Lorenz              | 0 | Mitte/Ost    |                |         |
| Johann-Daniel-Preißler-Mittelschule 49° 27′ 6,4″ N, 11° 3′ 0,4″ O      | Johann Daniel Preißler     | Staat  | M | 583     | 57     | Gostenhof               | 2 | West         | weitere Bilder |         |
| Katzwang 49° 21′ 16,9″ N, 11° 3′ 11,8″ O                               | Katzwang                   | Staat  | M | 139     | 10     | Katzwang                | 4 | Südwest      |                |         |
| Konrad-Groß-Mittelschule 49° 30′ 58,2″ N, 11° 2′ 14,8″ O               | Konrad Groß                | Staat  |   | 236     | 20     | Nordostbahnhof          | 8 | Nord         | weitere Bilder |         |
| Ludwig-Uhland-Mittelschule 49° 27′ 55,8″ N, 11° 4′ 32,4″ O             | Ludwig Uhland              | Staat  | M | 369     | 33     | Gärten hinter der Veste | 1 | Nord         | weitere Bilder |         |
| Montessori-Schule 49° 27′ 45,6″ N, 11° 7′ 13,1″ O                      | Maria Montessori           | Privat | M | 391     | 26     | St. Jobst               | 9 |              |                |         |
| Neptunweg 49° 24′ 53,2″ N, 11° 6′ 40,3″ O                              | Neptunweg                  | Staat  |   | 188     | 20     | Rangierbahnhof-Siedlung | 3 | Südost       |                |         |
| Robert-Bosch-Mittelschule 49° 25′ 14,5″ N, 11° 1′ 26,6″ O              | Robert Bosch               | Staat  | M | 575     | 48     | Röthenbach              | 5 | Südwest      | weitere Bilder |         |
| Scharrer-Mittelschule 49° 26′ 41,5″ N, 11° 6′ 23,5″ O                  | Johannes Scharrer          | Staat  | M | 404     | 41     | Ludwigsfeld             | 1 | Mitte/Ost    | weitere Bilder |         |
| Schlößleinsgasse 49° 22′ 42,1″ N, 11° 1′ 52,5″ O                       | Schlößleinsgasse           | Staat  |   | 202     | 17     | Reichelsdorf            | 5 | Südwest      |                |         |
| Sperberschule 49° 25′ 55,3″ N, 11° 5′ 19,2″ O                          | Julius Sperber             | Staat  | M | 376     | 30     | Hummelstein             | 1 | Südstadt     | weitere Bilder |         |
| St. Leonhard 49° 26′ 27,6″ N, 11° 3′ 0,9″ O                            | St. Leonhard               | Staat  |   | 513     | 40     | St. Leonhard            | 2 | West         | weitere Bilder |         |
| Thusnelda-Mittelschule 49° 27′ 24,3″ N, 11° 7′ 27,8″ O                 | Thusnelda                  | Staat  |   | 220     | 19     | Mögeldorf               | 9 | Mitte/Ost    | weitere Bilder |         |
| Wilhelm-Löhe-Schule 49° 27′ 16,2″ N, 11° 3′ 45,1″ O                    | Wilhelm Löhe               | Privat | M | 401     | 31     | Kleinweidenmühle        | 0 |              | weitere Bilder |         |